# Stephen McCole
Stephen McCole (* in Schottland) ist ein schottischer Schauspieler und Komiker.

## Karriere
McCole begann seine Schauspielkarriere 1996 in The Crow Road, später agierte er 1998 in Mein Name ist Joe, The Acid House und Rushmore. 2001 spielte er im Kriegsfilm Band of Brothers – Wir waren wie Brüder mit, sowie 2002 im Filmdrama Die unbarmherzigen Schwestern. Nach vielen weiteren Rollen, in Serien und Filmen, war er 2009 in der Sitcom The Crew zu sehen. Ein Jahr später spielte McCole die Rolle des Jimbo in Single Father. 2011 spielte der Schotte im Thriller A Lonely Place to Die – Todesfalle Highlands den Entführer Mr. Mcrae. Zuletzt war McCole in The Wee Man und Henry IV, Part 1 tätig.
2004 gab er sein Debüt als Regisseur bei dem Film Electric Blues.

## Filmografie
als Schauspieler
- 1996: The Crow Road
- 1997: Dead Eye Dick
- 1998: Mein Name ist Joe (My Name is Joe)
- 1998: Serial Killer
- 1998: The Acid House
- 1998: Orphans
- 1998: Rushmore
- 1998: The Young Person’s Guide to Becoming a Rock Star
- 2000: A Small Piece of Paradise
- 2000: Clean
- 2000: Complicity
- 2001: Blackout
- 2001: Letzte Runde (Last Orders)
- 2001: Band of Brothers – Wir waren wie Brüder
- 2002: Sunday
- 2002: Die unbarmherzigen Schwestern (The Magdalene Sisters)
- 2003: The Key
- 2005: Holby City
- 2005: At the End of the Sentence
- 2000–2006: Rebus
- 2007: Kitchen
- 2008: Die Jagd nach dem Stein des Schicksals (Stone of Destiny)
- 2008: Rab
- 2004–2008: High Times
- 2003–2008: Taggart
- 2009: The Crew
- 2009: Crying with Laughter
- 2010: I’ll Be Right Here
- 2010: Neds
- 2010: Single Father
- 2011: A Lonely Place to Die – Todesfalle Highlands (A Lonely Place to Die)
- 2011: The Field of Blood
- 2011: Young James Herriot
- 2011: Dignitas
- 2012: The Wee Man
- 2012: Henry IV, Part 1
- 2012: Merlin – Die neuen Abenteuer (Merlin, Fernsehserie, 2 Folgen)
- 2013: Turncoat
- 2015: Die Legende von Barney Thomson (The Legend of Barney Thomson)
- 2021: Mord auf Shetland (Shetland, Fernsehserie, 6 Folgen)
- 2021: Vigil – Tod auf hoher See (Vigil, Fernsehserie, 4 Folgen)

als Regisseur
- 2004: Electric Blues

## Auszeichnung
2009 wurde McCole nominiert für den BAFTA Scotland in der Kategorie Bester Darsteller eines Films für Crying with Laughter.